# Kamenný žlíbek

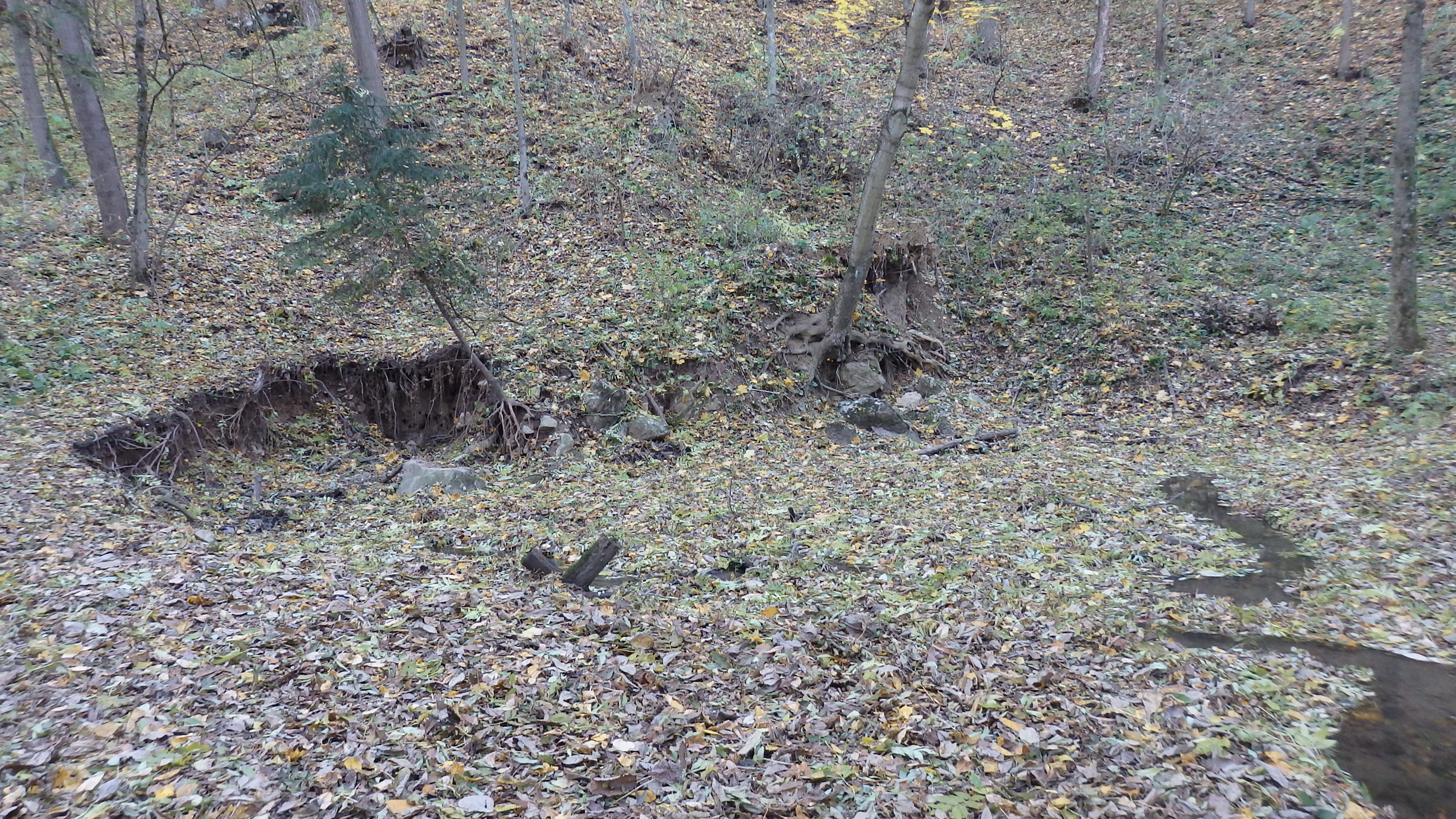
Hostěnické propadání

Kamenný žlíbek je skalnaté údolí v Drahanské vrchovině a v Moravském krasu západně od obce Hostěnice.
Kamenný žlíbek je údolí dlouhé asi 1200 metrů. Orientováno je přibližně východo-západním směrem, dno stejným směrem klesá. Celé údolí se nachází na území CHKO Moravský kras a přírodní rezervace Údolí Říčky. Kamenný žlíbek na východě navazuje na rozevřené hostěnické údolí, kterým do něj přitéká Hostěnický potok. Ten na východním konci žlíbku v bývalém kamenolomu pod skalním útvarem Řičánkova skála vtéká do krasového podzemního systému a vytváří tzv. Hostěnické propadání. Samotným žlíbkem protéká pouze za velmi vysokého stavu vody. V západním zakončení ústí do údolí potoka Říčky.
Celý prostor žlíbku je zalesněný. Jeho širší východní část (též Vilémovo údolíčko) je obklopena mírnějšími svahy, západní má ráz úzkého skalnatého kaňonu. Žlíbkem je po pěšině vedena žlutě značená turistická trasa 7518 z Hostěnic do Bílovic nad Svitavou. V jižním svahu nad západním zakončením se nachází jeskyně Pekárna, ke které vede dřevozemní schodiště s modře značenou odbočkou ze stejně značené trasy 2014.